# James W. Wise

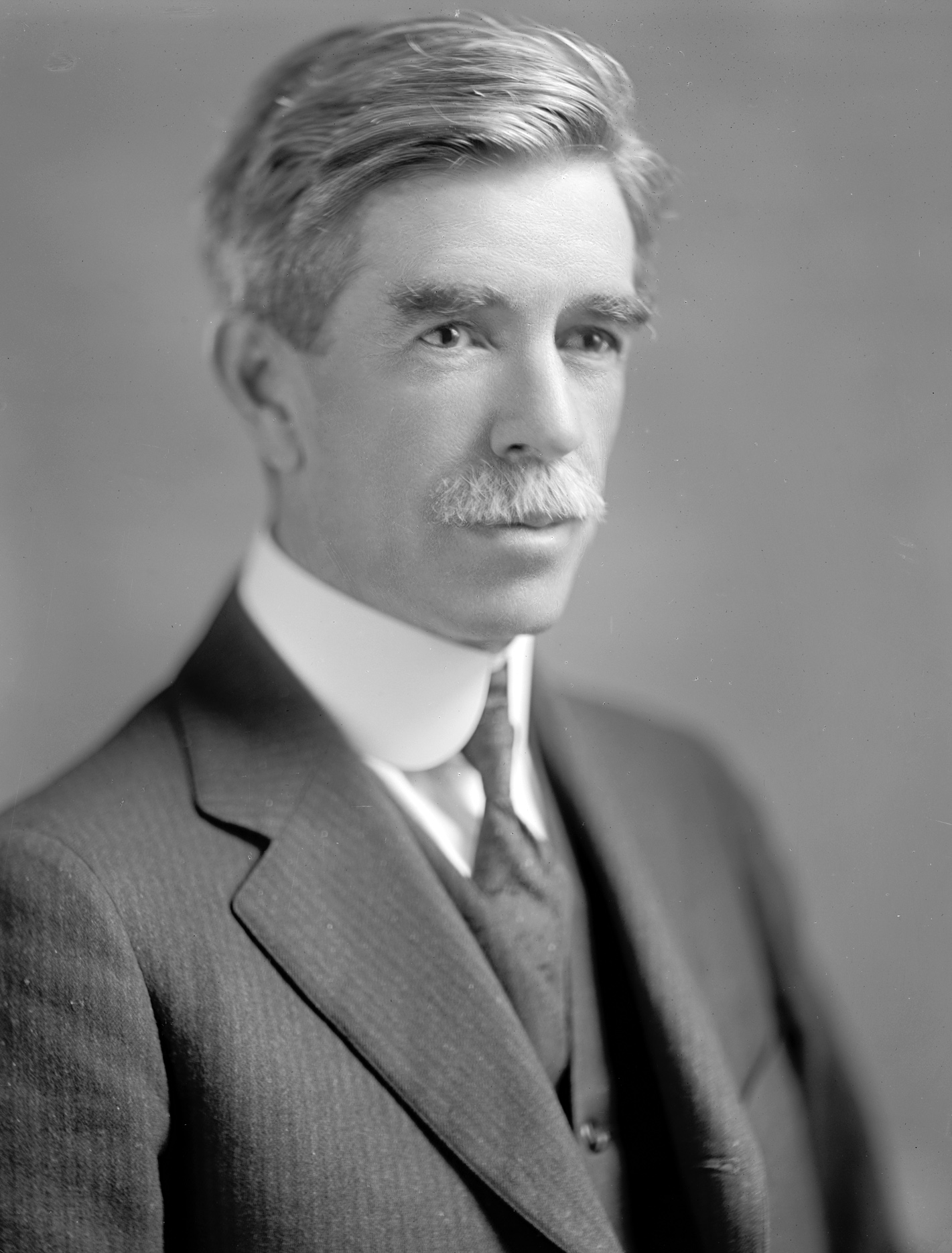
James W. Wise

James Walter Wise (* 3. März 1868 bei McDonough, Henry County, Georgia; † 8. September 1925 in Atlanta, Georgia) war ein US-amerikanischer Politiker. Zwischen 1915 und 1925 vertrat er den Bundesstaat Georgia im US-Repräsentantenhaus.

## Werdegang
James Wise besuchte die öffentlichen Schulen seiner Heimat. Nach einem anschließenden Jurastudium am Emory College in Oxford und seiner im Jahr 1892 erfolgten Zulassung als Rechtsanwalt begann er in Fayetteville in seinem neuen Beruf zu arbeiten. Gleichzeitig schlug er als Mitglied der Demokratischen Partei eine politische Laufbahn ein.
Zwischen 1902 und 1908 saß Wise als Abgeordneter im Repräsentantenhaus von Georgia. Während dieser Zeit war er von 1904 bis 1906 auch Bürgermeister der Stadt Fayetteville. Von 1908 bis 1912 amtierte er als Staatsanwalt im Gerichtsbezirk von Flint. Bei den Kongresswahlen des Jahres 1914 wurde er im sechsten Wahlbezirk von Georgia in das US-Repräsentantenhaus in Washington, D.C. gewählt, wo er am 4. März 1915 die Nachfolge von Charles Lafayette Bartlett antrat. Nach vier Wiederwahlen konnte er bis zum 3. März 1925 fünf Legislaturperioden im Kongress absolvieren. In diese Zeit fiel der Erste Weltkrieg. In den Jahren 1919 und 1920 wurden der 18. und der 19. Verfassungszusatz im Kongress verabschiedet.
Während seiner letzten Legislaturperiode von 1923 bis 1925 war James Wise durch eine Erkrankung so beeinträchtigt, dass er an keiner Sitzung des Kongresses mehr teilnehmen konnte. Aus diesem Grund verzichtete er im Jahr 1925 auf eine weitere Kandidatur. Er starb am 8. September 1925 in Atlanta und wurde in seinem Heimatort McDonough beigesetzt.